# Plumrose
Plumrose er en dansk konservesfabrik. Virksomheden blev stiftet 1. januar 1864 i Odense under navnet E.F. Esmann af grundlæggeren, grosserer Edvard Ferdinand Esmann (1835-1899), der også stod bag Albani Bryggerierne. Fabrikkens opgave var opkøb og eksport af korn og smør; med England som det primære eksportmarked.
I 1892 indtrådte sønnen, Christian Ferdinand Esmann (1866-1904) i firmaet, i 1897 H.P. Hjerl Hansen og i 1906 Otto E. Andersen (1872-1939). Den 1. oktober 1900 blev hovedforretningen flyttet fra Odense til København (Sankt Annæ Plads). Under medejer Hjerl Hansens lederskab udvidede firmaet med filialer i Sibirien, hvorfra smør blev eksporteret til Danmark. Den 1. januar 1904 udskiltes den russisk-sibiriske forretning og overgik til A/S Det Sibiriske Kompagni. 
Omkring 1930 søgte E.F. Esmann nye markeder og påbegyndte en konservesindustri med henkogte skinker, som blev basis for det senere Plumrose, der blev registreret som varemærke to år senere. I 1936 omdannedes firmaet til et aktieselskab, med en aktiekapital på 1¼ mio. kr., senere udvidet til 2,6 mio. kr., og med H.P. Hjerl Hansen som bestyrelsens formand til sin død i 1946 og Otto E. Andersen som adm. direktør til sin død i 1939; derefter tiltrådte H.P. Hjerl-Hansen som adm. direktør og var enedirektør til 1943, da cand.jur. Finn Hjerl Hansen indtrådte i direktionen som underdirektør, denne blev efter faderens død adm. direktør. 
I 1942 kunne Plumrose overtage Aarhus Flæskehal. I 1947 opførte Plumrose en kødkonservesfabrik i Valby og i 1964 fulgte en ny fabrik i Aarhus-bydelen Viby.
I 1965 blev Plumrose overtaget af Østasiatisk Kompagni A/S fra Hjerl Hansen-familien. ØK ekspanderede forretningen, men solgte dog store dele af firmaet igen i 1997, og den sidste del, i Venezuela, blev solgt i 2014.
Den danske fødevarevirksomhed Danish Crown ejede som datterselskab den amerikanske del af Plumrose indtil 2017, hvor det for 1,6 milliarder kroner blev solgt til brasiliansk-baserede JBS S.A., verdens største aktør indenfor forarbejdning af kød.